# Hermann Schnitzler
Hermann Joseph Schnitzler (* 13. Januar 1905 in Monschau; † 15. Dezember 1976 in Köln) war ein deutscher Kunsthistoriker.

## Leben und Wirken
Hermann Schnitzler entstammte einer Monschauer Tuchmacherfamilie. Er besuchte das Kaiser-Karls-Gymnasium in Aachen, wo er 1924 das Abitur ablegte. Er begann zunächst ein Musikstudium in Stuttgart, anschließend studierte er Kunstgeschichte an der Universität Berlin bei Adolph Goldschmidt und an der Universität Bonn bei Paul Clemen. Bei diesem wurde er 1930 mit einer Arbeit zur mittelalterlichen Goldschmiedekunst promoviert. Anschließend war er kurzzeitig Assistent von Wilhelm Koehler an der Harvard University in Cambridge (Massachusetts), bevor er von 1934 bis 1935 bei der Inventarisierung der Kunstdenkmäler der Rheinlande tätig war (Bearbeitung des Landkreises Koblenz). Ihm ist die Identifizierung des Bassenheimer Reiters als Frühwerk des Naumburger Meisters zu verdanken.
Ab 1936 war Schnitzler am Schnütgen-Museum in Köln tätig, zunächst als Assistent, ab 1937 als Kustos, von 1953 bis 1970 war er Direktor des Museums. Er war aufgrund des Zweiten Weltkriegs zunächst überwiegend für die Bergung und Sicherung von Kunstwerken seines Museums und der Stadt Köln tätig. Im Mai 1956 konnte er das Museum in einer neuen Ausstellung in der romanischen Kirche St. Cäcilien wieder eröffnen.
Schnitzler war an zahlreichen Ausstellungen mittelalterlicher Sakralkunst in der Nachkriegszeit beteiligt, darunter 1956 an der Ausstellung zur frühmittelalterlichen Kunst Werdendes Abendland an Rhein und Ruhr in Essen. An der Universität Bonn lehrte Schnitzler seit 1948 als Lehrbeauftragter und wurde 1954 zum Honorarprofessor für Kunstgeschichte ernannt.
Schwerpunkt seiner Forschungen war die früh- und hochmittelalterliche Schatzkunst des Rhein-Maas-Gebietes. Insbesondere trug er Wesentliches zur Erforschung der Goldschmiedekunst des 12. und 13. Jahrhunderts, der mittelalterlichen Elfenbeinschnitzerei und insbesondere der ottonischen Buchmalerei bei.
Schnitzlers Interesse galt auch der modernen Kunst und Musik. Er war befreundet mit den Kölner Malern Joseph Fassbender, Hubert Berke und Hann Trier. Er beriet zahlreiche Sammler beim Aufbau ihrer Kunstsammlungen, so Wilhelm Hack, Ernst  und Marthe Kofler-Truniger, Peter und Irene Ludwig, Heinrich und Walter Neuerburg sowie Herrmann und Maria Schwartz.
Schnitzler war seit 1968 mit Helga Olga Hedwig Liselotte geb. Lafrenz verheiratet. Er starb 1976 im Alter von 71 Jahren in seiner Wohnung in Köln-Lindenthal. Seine Grabstätte befindet sich auf dem Melaten-Friedhof, sein schriftlicher Nachlass, inklusive jahrzehntelang geführter Tagebücher, befindet sich im Bonner Rheinischen Archiv für Künstlernachlässe.

## Veröffentlichungen (Auswahl)
- Die Goldschmiedeplastik der Aachener Schreinswerkstatt. Beiträge zur Entwicklung der Goldschmiedekunst des Rhein-Maas-Gebietes in der romanischen Zeit. Düren 1934 (= Dissertation).
- Ein unbekanntes Reiterrelief aus dem Kreise des Naumburger Meisters, in: Zeitschrift des Deutschen Vereins für Kunstwissenschaft 2, 1935, S. 398–423.
- mit Hans Erich Kubach, Fritz Michel: Die Kunstdenkmäler des Landkreises Koblenz. (= Die Kunstdenkmäler der Rheinprovinz Bd. 16, 3) L. Schwan, Düsseldorf 1944 (Nachdruck 1981, ISBN 3-590-32142-3).
- Der Dom zu Aachen. Schwann, Düsseldorf 1950.
- Alte Kunst im Schnütgen-Museum. Tellus, Essen 1956.
- Rheinische Schatzkammer. 2 Bände. Schwann, Düsseldorf 1957 und 1959
- Große Kunst des Mittelalters aus Privatbesitz, Ausstellungskatalog, Schnütgen-Museum Köln 1960
- mit Peter Bloch:  Die ottonische Kölner Malerschule. 2 Bände. Schwann, Düsseldorf 1967 und 1970.